# Вилкинский сельсовет
Ви́лкинский сельсовет — упразднённые административно-территориальная единица и муниципальное образование со статусом сельского поселения в составе Юргамышского района Курганской области.
Административный центр — село Вилкино.
С 23 декабря 2021 года Законом Курганской области от 10.12.2021 № 143 муниципальный район был преобразован в муниципальный округ, сельсовет упразднён.

## История
В соответствии с Законом Курганской области от 6 июля 2004 года № 419 сельсовет наделён статусом сельского поселения.

## Население
| 1989 | 2002 | 2004 | 2010 | 2012 | 2013 | 2014 |
| ---- | ---- | ---- | ---- | ---- | ---- | ---- |
| 938  | ↘866 | ↗869 | ↘633 | ↘589 | ↘570 | ↘535 |
| 2015 | 2016 | 2017 | 2018 | 2019 | 2020 |      |
| ↘519 | ↘508 | ↘476 | ↘470 | ↘453 | ↘432 |      |

## Состав сельского поселения
| № | Населённый пункт | Тип населённого пункта       | Население |
| - | ---------------- | ---------------------------- | --------- |
| 1 | Вилкино          | село, административный центр | ↘442      |
| 2 | Кочегарова       | деревня                      | ↘39       |
| 3 | Маяк             | деревня                      | ↘25       |
| 4 | Туманова         | деревня                      | ↘127      |